# Donalda (Vorname)
Donalda ist ein litauischer weiblicher Vorname, abgeleitet von Donald. Die männliche Form ist Donaldas.

## Personen
- Donalda Meiželytė (* 1975), litauische Journalistin und  Politikerin, Seimas-Mitglied, Vizebürgermeisterin von Vilnius